# Греков Юрій Павлович
Ю́рій Па́влович Гре́ков (13 вересня 1943, Кулотино, Ленінградська область — 18 квітня 2024, Єкатеринбург) — радянський і російський воєначальник, генерал-полковник (1992).

## Біографія
Народився 13 вересня 1943 року в Кулотино.
У лавах Радянської армії з 1962 року. У 1966 році закінчив Ленінградське вище загальновійськове командне училище імені С. М. Кірова. Із 1966 по 1971 роки служив командиром взводу, командиром роти у Групі радянських військ у Німеччині.
Закінчив Військову академію імені М. В. Фрунзе у 1974 році. Із 1974 по 1983 роки — заступник командира полку, начальник штабу полку, командир полку, заступник командира дивізії, командир дивізії в Забайкальському військовому окрузі.
22 лютого 1983 року присвоєно військове звання генерал-майор.
Закінчив Військову академію Генерального штабу Збройних Сил СРСР імені К. Є. Ворошилова у 1985 році. Із 1985 року — начальник штабу — перший заступник командувача армією в Ленінградському військовому окрузі. Із 1986 року — начальник штабу — перший заступник командувача 40-ю армією у складі обмеженого контингенту радянських військ у Республіці Афганістан. Два роки активно брав участь у бойових діях радянських військ в Афганістані.
Із 1988 по січень 1989 року — командувач 11-ї гвардійської армії в Прибалтійському військовому окрузі.
Із січня 1989 по липень 1992 року — перший заступник командувача військ Закавказького військового округу. Брав участь у локалізації вірмено-азербайджанського збройного конфлікту в Нагірному Карабасі.
30 жовтня 1989 року присвоєно військове звання генерал-лейтенант.
Із 16 липня 1992 по 30 грудня 1999 року — командувач військ Уральського військового округу (штаб — Єкатеринбург).
У липні 1992 року присвоєно військове звання генерал-полковник.
Із січня 2000 року — в запасі.
На початку 2000-х працював радником губернатора Свердловської області.
Жив у Єкатеринбурзі.
Помер 18 квітня 2024 року на 81-му році життя після важкої і тривалої хвороби. Буде похований на Бабігонському кладовищі в Старому Петергофі.

## Нагороди
- Орден «За військові заслуги»,
- Орден Червоного Прапора,
- Два ордени Червоної Зірки,
- Медалі СРСР і РФ.